# دانیل زیمرمان
دانیل زیمرمان (به فرانسوی: Daniel Zimmermann) نویسنده، استاد دانشگاه و ویراستار قرن بیستم میلادی اهل فرانسه بود.